# Twarogi-Mazury
Twarogi-Mazury – wieś w Polsce położona w województwie podlaskim, w powiecie siemiatyckim, w gminie Perlejewo.
Zaścianek szlachecki Mazury należący do okolicy zaściankowej Twarogi położony był w drugiej połowie XVII wieku w ziemi drohickiej województwa podlaskiego. W latach 1975–1998 miejscowość administracyjnie należała do województwa łomżyńskiego.
Wierni kościoła rzymskokatolickiego należą do parafii Przemienienia Pańskiego w Perlejewie.

## Historia
Wieś założona zapewne na początku XV wieku. Pierwotnie nazwana Mazury, co sugeruje, że osadnicy pochodzili z Mazowsza. Pierwsze pisane dane o tej miejscowości pochodzą z 1567 roku.
W 1580 roku Mazury były zamieszkane przez drobnoszlacheckich gospodarzy. Największym właścicielem ziemskim był Piotr Olszewski. 
Oprócz Twarowskich notowano tu też Czarkowskich herbu Abdank. W ich genealogii zapisano: Kazimierz [Czarkowski], syn Grzegorza i Maryanny z Mioduszewskich, nabył Twarogi 1783 r. Maciej, syn Łukasza i Maryanny z Twarowskich, nabył części na Twarogach 1793 r.
W wieku XVIII Twarogi Mazury. 
Opis z końca XIX w. informował, że: Miejscowość leży nad rzeczką Pełchówką. Mieszkała tu ludność szlachecka, tylko jeden mieszkaniec nie był rycerskiego pochodzenia. We wsi 10 domów i 63 mieszkańców (34 mężczyzn i 29 kobiet). Notowano żyzne grunty pszenne, łąki. Brak lasów.
W 1921 roku naliczono 12 domów i 67 mieszkańców w tym 4 prawosławnych i 5 Żydów.